# Плиев, Христофор Сосланович
Христофо́р Сосла́нович Пли́ев (20 января 1923, с. Рук, ЗСФСР — 30 мая 1995, Владикавказ, Российская Федерация) — советский осетинский композитор и пианист. Заслуженный деятель искусств РСФСР (1960). Автор первой осетинской оперы «Коста» (1960). Участник Великой Отечественной войны.

## Биография
Родился 20 января 1923 года в селе Рук, Южной Осетии.
В 1948—1957 годах обучался в Московской консерватории: с 1948 по 1952 год по классу фортепиано, в 1952—1957 по классу композиции (педагог В. Г. Фере).
С 1968 года председатель правления Союза композиторов СОАССР. С 1973 года секретарь правления Союза композиторов РСФСР. Автор первой осетинской оперы «Коста» (1960).
Скончался 30 мая 1995 года во Владикавказе, похоронен там же, на Аллее Славы.

## Произведения
Оперы:
- «Коста» (1960)
- «Фатима» (1988)

Балеты:
- «Лесная девушка» (1962)

Оперетты:
- «Весенняя песня» (1957)
- «Три друга» (1962)
- «Жених сбежал» (1964)
- «Маяки» (1965)
- «Горный цветок» (1966)
- «Приглашение на свадьбу» (1969)
- «Терек поет» (1972)

Музыкальные комедии:
Комедия-водевиль «Муж моей жены» (1973)
Вокально-симфонические:
- Оратория «Цвети, мой Иристон» (сл. Д. Дарчиева, М. Цирихова, Г. Цагараева, И. Гуржибековой, 1969)
- Оратория (1952)
- Оратория (1961)
- Кантата № 1 (1955)
- Кантата № 2 (1978)

Для оркестра:
- Увертюра № 1 (1951)
- Увертюра № 2
- Увертюра № 3 (1986)
- Осетинская сюита (1954)
- Симфоническая поэма «Песни родного края» (1956)
- Симфоническая поэма (1956)

Другое:
- Романсы для голоса с фортепиано на слова К. Хетагурова, Г. Дзугаева, Р. Чочиева и др.
- Песни на сл. Г. Гагиева, X. Даурова, Г. Дзигоева, В. Плиева, Г. Плиева, С. Хачирова, Г. Хугаева, Г. Фере, Г. Цагараева и др.;
- Музыка к спектаклям, к фильмам.
- Вариации для фортепиано (1952)
- Концерт для фортепиано с оркестром cis-moll (1986)

## Награды
- Орден Октябрьской Революции (1971)[4][5]
- Орден Отечественной войны II степени (1985)[6]
- Орден Красной Звезды (1943)
- Государственная премия СОАССР им. К. Л. Хетагурова (1966) — за оперу «Коста»[5][7]
- Заслуженный деятель искусств РСФСР (1960)
- Медали